# Puerto Leoni
Puerto Leoni es un municipio argentino situado en el departamento Libertador General San Martín. en la provincia de Misiones. Según el censo de 2022, tiene una población de 3036 habitantes.
Se halla a una latitud de 26° 59' Sur y a una longitud de 55° 10' Oeste (-26.984091, -55.169484).

## Historia
Fue fundado por Virginio Leoni y Natalio Zerbi el 14 de julio de 1927 y comenzó a gestarse sobre ambos lados de la antigua traza de la Ruta Nacional 12. El 20 de mayo de 1959 fue creada su Comisión de Fomento. Entre 1970 y 1983 el municipio estuvo anexado a Capioví, junto al municipio de Ruiz de Montoya.

## Vías de acceso
El centro urbano se encuentra emplazado sobre la Ruta Provincial 8, que lo conecta con el puerto sobre las aguas del río Paraná y con la localidad de Santa Rita. Además, a pocos kilómetros del ejido urbano, la RP8 se cruza con la Ruta Nacional 12, que permite la conexión con Puerto Iguazú (al norte) y con Posadas (al sur).